# Anas Zniti
Anas Zniti (in arabo أنس الزنيتي‎?; Fès, 28 ottobre 1988) è un calciatore marocchino, portiere dell'Al-Wasl Sports Club e della nazionale marocchina.

## Carriera

### Nazionale
Ha partecipato alla Coppa d'Africa del 2013.

## Palmarès

### Club

#### Competizioni nazionali
- Campionato marocchino: 2

Raja Casablanca: 2019-2020, 2023-2024
- Coppa del Marocco: 3

Maghreb Fes: 2010-2011
Raja Casablanca: 2016-2017, 2023-2024

#### Competizioni internazionali
- Coppa della Confederazione CAF: 3

Maghreb Fes: 2011
Raja Casablanca: 2018, 2021
- CAF Super Cup: 2

Maghreb Fes: 2012
Raja Casablanca: 2019
- Coppa dei Campioni araba per club : 1

Raja Casablanca: 2019-2020
- Coppa dei Campioni del Nord Africa: 1

Raja Casablanca: 2014-2015

### Nazionale
- Campionato delle nazioni africane: 2

Marocco: Marocco 2018, Camerun 2020